# 生駒號巡洋戰艦
生駒（いこま）是日本海軍的巡洋戰艦。筑波級巡洋戰艦二號艦。本艦艦名以位於奈良縣及大阪交界的生駒山命名。巡洋戰艦筑波為其同級艦，原為裝甲巡洋艦，但於1912年8月28日被一同重新分類為巡洋戰艦。

## 同型艦
| 船名 | 圖片 |
| ---- | ---- |
| 筑波 |      |

## 外部連結
- （英文）大日本帝國海軍的材料 Archive.today的存檔，存档日期2012-12-09